# James McColl
James Hiers McColl (ur. 31 stycznia 1844 w South Shields, zm. 20 lutego 1929 w Melbourne) – australijski polityk, członek Zgromadzenia Ustawodawczego Wiktorii (1886-1901), Izby Reprezentantów Australii (1901-1906) i Senatu Australii (1907-1914). Minister w gabinecie Josepha Cooka.

## Życiorys

### Pochodzenie i młodość
Pochodził z północnej Anglii, jego rodzina przeniosła się do Australii, gdy był dziewięcioletnim dzieckiem. Jego ojciec Hugh McColl jest uważany za jednego z twórców systemu irygacyjnego w Wiktorii. Młody James uzyskał wykształcenie średnie i pracował w branży ubezpieczeniowej, a także współzarządzał firmą założoną przez jego ojca. 

### Kariera polityczna

#### Wiktoria
W 1886 został po raz pierwszy wybrany do Parlamentu Wiktorii, wówczas jeszcze samorządnej kolonii brytyjskiej. Dwa razy zasiadał w rządzie autonomicznym, najpierw jako minister ds. górnictwa i zaopatrzenia w wodę (1893-1894), a następnie jako przewodniczący Zarządu Gruntów i Robót Publicznych, minister leśnictwa oraz królewski komisarz ziemski (1899-1900). Był autorem swego rodzaju reformy rolnej, w ramach której władze Wiktorii wykupywały (na zasadzie dobrowolności sprzedaży) wielkie posiadłości ziemskie z rąk prywatnych, a następnie dzieliły je na mniejsze działki i w tej postaci sprzedawały. Głównym celem tych działań było zwiększenie gęstości zaludnienia na obszarach wiejskich, bowiem McColl wychodził z założenia, że jeśli farmerzy będą bliżej ze sobą sąsiadować, wówczas łatwiej będzie radzić sobie z problemami takimi jak niedostateczne nawodnienie użytków rolnych. 

#### Polityka federalna
Po powstaniu Związku Australijskiego w 1901, w skład którego Wiktoria weszła jako jeden ze stanów, McColl został wybrany do pierwszej kadencji federalnej Izby Reprezentantów. Startował wówczas jako kandydat Partii Protekcjonistycznej w okręgu wyborczym Echuca. W 1906 przeniósł się do Senatu, gdzie był członkiem delegacji stanu Wiktoria. W 1909 wszedł w skład nowo powstałej Związkowej Partii Liberalnej. W latach 1913–1914 zasiadał w gabinecie Josepha Cooka, pełniąc w dużej mierze honorowy urząd wiceprzewodniczącego Federalnej Rady Wykonawczej. W 1914 nie uzyskał reelekcji na kolejną kadencję senacką i opuścił parlament. Na politycznej emeryturze przeżył jeszcze 15 lat, zmarł w wieku 85 lat.